# Sportclub Enschede
L'Sportclub Enschede és un club de futbol d'Enschede, Països Baixos, fundat el 1910. El club va guanyar el campionat nacional l'any 1926. El 1965, l'SC Enschede es va fusionar amb els seus rivals Enschedese Boys per formar el FC Twente (ambdós clubs van continuar com a clubs que no pertanyien a la lliga). Actualment l'Sportclub juga a la Vierde Klasse (9a categoria del futbol neerlandès).

## Història
L'Sportclub Enschede es va fundar l'1 de juny de 1910. Aviat el club va esdevenir un dels principals clubs de futbol dels Països Baixos, guanyant el títol nacional el 1926 i guanyant cinc vegades la Lliga de l'Est. De 1935 a 1937 el club va ser dirigit per Béla Guttmann.
Quan el 1956 es va establir la nova Eredivisie (com a lliga principal dels Països Baixos), l'SC Enschede va ser un dels millors equips amb jugadors estrella com Abe Lenstra i Helmut Rahn. El 1958 van perdre després de 180 (!) minuts la primera i última final de l'Eredivisie contra el DOS Utrecht. El 1965 es van veure obligats a causa dels deutes a fusionar-se amb els seus rivals Enschedese Boys amb el FC Twente. SC Enschede va continuar com a club d'aficionats fora de la lliga. Actualment, jugua a la Vierde Klasse (la novena categoria del futbol neerlandès).

## Palmarès
- Títol nacional neerlandès:

Guanyador (1): 1925–26
Subcampió (1): 1957–58